# Borneopauropus penanorum
Borneopauropus penanorum är en mångfotingart som först beskrevs av Ulf Scheller 1994.  Borneopauropus penanorum ingår i släktet Borneopauropus och familjen Brachypauropodidae. Inga underarter finns listade i Catalogue of Life.